# Шокша (приток Ояти)
Шокша (Шокшозерка) — река в России, протекает в Ленинградской области. Устье реки находится в 157 км по правому берегу реки Ояти. Длина реки составляет 32 км.

## Общие сведения
Шокша — правый приток Ояти, вытекает из Шокшозера на уровне 111 м и впадает в Оять на 148 км на уровне 53 м. Длина реки 33 км, средний уклон 1,73 м/км (причем в устьевой части (от моста на 8-м км) — 6 м/км). Начать маршрут можно от моста на 8-м км реки или с истока — реки Вытмусы. Площадь водосборного бассейна — 749 км².
Ю. Б. Воронов в книге «Избранные маршруты для путешествий на байдарке» писал:

Шокша, ширина которой 5—6 м, петляет в низких луговых берегах по лесистой долине. На первых 4—5 км нередки обносы завалов и проводки на перекатах; далее начинается озерный участок (длиной около 20 км). На выходе из Шокшозера ширина реки составляет уже 12—15 м, глубина 1,5—2 м. Шокша медленно течёт в луговой пойме, окаймленной смешанным лесом, который иногда подходит к воде. Препятствий в русле нет. Такой характер река сохраняет до моста шоссе Винницы — Ярославичи. Здесь на пути к Ояти Шокша преодолевает каменистую гряду; берега реки повышаются, шиверы и пороги следуют одна за другим.
Система водного объекта: Оять → Свирь → Ладожское озеро → Нева → Финский залив → Балтийское море.

## Бассейн

### Притоки
- Вадручей
- Паданка

### Притоки второго порядка
- Пурнручей (впадает в Чикозеро)
- Пётка (впадает в Чикозеро)

### Озёра
- Кимозеро
- Сяргозеро
- Гонгинское
- Оренженское
- Шокшозеро (исток Шокши)
- Крестное
- Нялгозеро (без поверхностного стока)
- Долгое
- Чачозеро
- Легмозеро
- Оёзеро
- Каргинское
- Кодозеро
- Кекозеро (исток Пётки)
- Яймозеро
- Гонгозеро
- Чикозеро (исток Паданки)

## Данные водного реестра
По данным государственного водного реестра России относится к Балтийскому бассейновому округу, водохозяйственный участок реки — Свирь, речной подбассейн реки — Свирь (включая реки бассейна Онежского озера). Относится к речному бассейну реки Нева (включая бассейны рек Онежского и Ладожского озера).
Код объекта в государственном водном реестре — 01040100812102000013017.